# 서병조
서병조(徐丙朝, 일본식 이름: 大峯丙朝오미네 헤이초, 1882년 7월 28일 ~ 1952년 2월 29일)는 일제강점기의 대구 지역 유지이자 기업인으로 조선총독부 중추원 참의를 지냈다. 본관은 대구이며 본적은 경상북도 대구부 계산동이다.

## 생애
대구 출신으로 국채보상운동을 전개하였다는 서상돈의 둘째아들이다. 서상돈은 대구의 부호였다. 대한제국 시기인 1904년에 통신국 전화과 주사를 지내기도 했으나, 지역 유지로서의 이력이 더욱 두드러진다. 1909년에는 대구잠업전습소 소장과 조선중앙농회 경북지부장을 맡았다.
한일 병합 조약 체결 이후인 1914년에 대구부협의회가 설치될 때 초대 협의회원에 임명된 것을 비롯하여 경상북도 도평의원, 대구상업회의소 특별위원 등의 공직을 지냈고, 농회 부회장, 조선식산은행 상담역, 경상북도 고아구제회장을 지내고 지역 교육계에 사재를 희사하는 등 활발한 활동을 했다. 대구제사 감사를 맡는 등 기업인으로도 활동했으며 1919년 9월 사이토 마코토 조선총독의 각 도 대표 소집에 응하여 조선총독부가 주최한 시국강연에서 경상북도 대표로 참석했다.
1924년에 중추원 참의로 발탁되어 1940년대까지 여러 차례 연임하였다. 1935년에 총독부가 편찬한 《조선공로자명감》에는 조선인 공로자 353명 중 한 명으로 수록되어 있다. 총독부가 시정 25주년을 기념해 표창한 표창자 명단에도 들어 있으며, "일한병합 이래 시정방침의 철저한 선전에 노력하여 내선융화를 조장한 인물"이라고 적혀 있다. 《조선인사흥신록》에는 온화하고 자선심이 풍부하다는 인물평이 실려 있기도 하다.
1919년 4월 3·1 운동을 방해하기 위해 조직된 대구자제단 발기인 겸 평의원으로 활동한 것을 비롯해서 동민회, 국민정신총동원조선연맹, 국민총력조선연맹, 흥아보국단, 조선임전보국단 등 각종 친일단체에 가담하였다. 사상범 감시와 전향 공작을 위해 조직된 시국대응전선사상보국연맹에서는 대구지부장을 맡았고, 조선인은 임명되기 쉽지 않은 대구보호관찰소 촉탁보호사로도 활동했다. 광복 이후인 1949년 3월 21일 반민족행위특별조사위원회에 체포되기도 했다.

## 사후
2002년 민족정기를 세우는 국회의원모임이 발표한 친일파 708인 명단의 중추원 부문과 기타 부문, 2008년 발표된 민족문제연구소의 친일인명사전 수록예정자 명단의 중추원 부문과 친일단체 부문에 선정되었다. 2009년 친일반민족행위진상규명위원회가 발표한 친일반민족행위 705인 명단에도 수록되었다.

## 같이 보기
- 조선총독부 중추원
- 조선임전보국단

## 참고자료
- 서병조(徐丙朝) - 국사편찬위원회